# Galgao
Galgao o San Martín de Galgao (llamada oficialmente San Martiño de Galgao) es una parroquia española del municipio de Abadín, en la provincia de Lugo, Galicia.

## Localización
Se ubica al este del concejo, en forma de cuerno que se asoma entre los concejos de Mondoñedo y Pastoriza. Está en las laderas del Cordal de Neda, y es atravesada por la carretera local CP-01-05; que sube el cordal de Neda para llegar al concejo de Pastoriza, entrando en la parroquia de Cadabedo, enlazando con la N-634, y por el lugar, pasa la Autovía del Cantábrico. Aquí nacen el Abadín y el Figueiras y es atravesada por el Camino de Santiago de la Costa.
Las aldeas de Galgao se ubican distribuidas sobre una pequeña colina de unos 570 metros, y bordeado por el río Abadín; exceptuando Bicos y Samordás que se ubican en el extremo este de la parroquia, sobre el valle alto del río Figueiras.

## Naturaleza
Predomina bosque atlántico en los ríos de Abadín y de Figueiras; alternando con prados y campos verdes, y zonas de montañas con matorrales y pastos.

## Organización territorial
La parroquia está formada por nueve entidades de población, constando siete de ellas en el nomenclátor del Instituto Nacional de Estadística español:
- A Carreira
- Bicos
- Currás (Os Currás)
- Maramiga (A Maramiga)
- Os Liñares
- Piegeira (A Piegueira)
- Rego do Cal (O Rego do Cal)
- Someiro (O Someiro)
- Samordás (Os Samordás)

## Demografía
| Gráfica de evolución demográfica de Galgao entre 2000 y 2019 |
|                                                              |
| Datos según el nomenclátor publicado por el INE.             |

## Patrimonio
La iglesia parroquial dedicada a San Martín está en la localidad de O Someiro, aunque el lugar está un poco afectado por las obras de la autovía, y no hace poco, sufrió varios robos dentro de dicha iglesia.
Pero lo más destacable, es el cruceiro que se ubica cerca de la iglesia. Está coronado por una decoración floreada, con la imagen de cristo en una parte, y la Piedad en otra; y con símbolos célticos. Otro monumento característico, es más bien industrial, es el horno de cal que se ubica en los límites de Mondoñedo, al lado del Camino de Santiago. Ubicado sobre una cantera prehistoria de cal; se erigió este edificio hacia la década de 1950, pero la cantera solo tuvo pocos años en funcionamiento y se cerró poco después. La cantera esta en una zona privada, y es de color grisáceo con tejado de pizarras.